# Kharagpur
Kharagpur is een notified area in het district Munger van de Indiase staat Bihar. 

## Demografie
Volgens de Indiase volkstelling van 2001 wonen er 26.910 mensen in Kharagpur, waarvan 53% mannelijk en 47% vrouwelijk is. De plaats heeft een alfabetiseringsgraad van 47%. 